# Myrmeleon variegatus
Myrmeleon variegatus är en insektsart som beskrevs av Palisot De Beauvois 1805. Myrmeleon variegatus ingår i släktet Myrmeleon och familjen myrlejonsländor. Inga underarter finns listade i Catalogue of Life.